# Shoot 'Em Up : Que la partie commence
Pour l’article homonyme, voir Shoot 'em up.
Pour plus de détails, voir Fiche technique et Distribution.
Shoot 'Em Up : Que la partie commence ou Feu à volonté au Québec (Shoot 'Em Up) est un film américain réalisé par Michael Davis et sorti en 2007. Monica Bellucci et Clive Owen y tiennent les rôles principaux.

## Synopsis
Smith n'aurait jamais dû se trouver là et pourtant, en pleine fusillade, il aide un enfant à naître et le sauve d'une bande de tueurs. Lui, sombre et violent, se retrouve à protéger l'être le plus innocent qui soit. Le nouveau-né est la cible d'une puissance mystérieuse décidée à effacer toute trace de son existence grâce au redoutable Hertz et à son armée d'assassins.
Alors que les affrontements sont de plus en plus meurtriers, Smith ne peut compter que sur lui-même et sur DQ, une prostituée, pour sauver le petit. Le couple doit tenter de percer le secret de l'enfant en restant du bon côté des balles...

## Fiche technique
- Titre français : Shoot 'Em Up : Que la partie commence
- Titre original : Shoot 'Em Up
- Titre québécois : Feu à volonté
- Réalisation et scénario : Michael Davis
- Musique : Paul Haslinger
- Production : Susan Montford, Don Murphy, Rick Benattar
- Société de production : New Line Cinema
- Distribution : n/a
- Budget : 40 millions de dollars
- Pays de production :  États-Unis
- Genre : Action, comédie et thriller
- Durée : 86 minutes
- Dates de sortie[1] :  États-Unis : 7 septembre 2007,  France : 19 septembre 2007
- Interdit aux moins de 12 ans lors de sa sortie en France

## Distribution

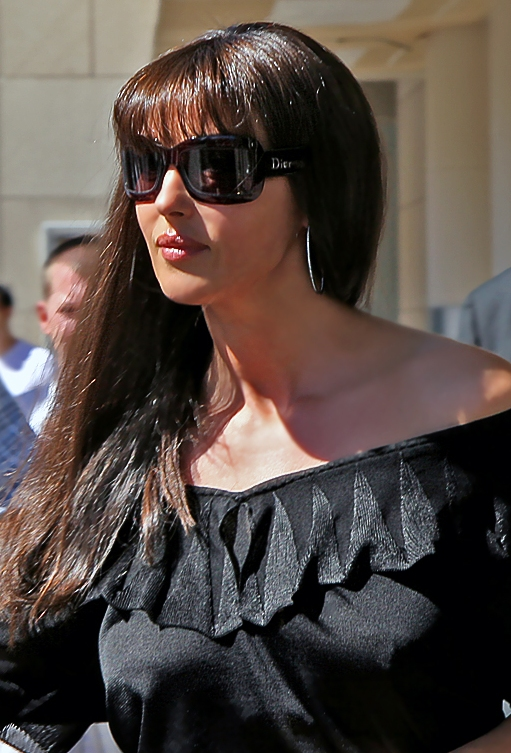
L'actrice Monica Bellucci au Festival du Film de Toronto 2007.

- Clive Owen  (VF : Julien Kramer ; VQ : Daniel Picard) : Smith
- Paul Giamatti (VF : Gérard Darier ; VQ : Pierre Auger) : Hertz
- Monica Bellucci  (VF : elle-même ; VQ : Nathalie Coupal) : DQ
- Greg Bryk (VF : Patrick Chouinard) : Le solitaire
- Stephen McHattie (VF : Bernard Tiphaine ; VQ : Mario Desmarais) : Hammerson
- Daniel Pilon (VF : Jean-François Kopf) : Sénateur Harry Rutledge
- Ramona Pringle : la mère du bébé
- Sidney Mende-Gibson : bébé
- Lucas Mende-Gibson : bébé
- Kaylyn Yellowlees : bébé
- Julian Richings : le chauffeur de Hertz
- Jason Reso
- Tony Munch

## Sortie et accueil

### Critique
Lors de sa sortie, Shoot 'Em Up : Que la partie commence obtient un accueil critique allant de mitigé à positif : 67 % des 162 critiques du site Rotten Tomatoes sont favorables, pour une moyenne de 6,2⁄10, tandis qu'il obtient un score de 49⁄100 sur le site Metacritic, pour 29 critiques.

### Box-office
Shoot 'Em Up est un échec commercial, rapportant 26 820 641 $ de recettes mondiales, dont 12 807 139 $ rien qu'aux États-Unis.